# Leopoldshöhe
Leopoldshöhe es un municipio situado en el distrito de Lippe, en el estado federado de Renania del Norte-Westfalia (Alemania), con una población a finales de 2016 de unos 16 303 habitantes.
Se encuentra ubicado al este del estado, en la región de Detmold, en el bosque Teutónico, a poca distancia al sur de la orilla del río Weser y de la frontera con el estado de Baja Sajonia.